# Маштаков, Николай Иванович
Маштако́в Николай Иванович (1889 15 (27) октября 1889, Москва — 8 сентября 1951, Подольск) — русский советский хирург, заслуженный врач РСФСР. По окончании Московского университета поступил на службу в царскую армию, трудился полевым хирургом в Первую мировую войну. В дальнейшем принимал участие в Гражданской, Советско-финской и Великой Отечественной войнах. Одна из улиц Подольска названа в его честь.

## Биография

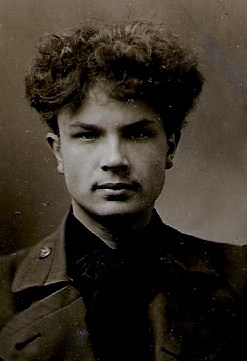
Маштаков Николай Иванович — студент

Николай Иванович Маштаков родился 15 (27) октября 1889 года в Москве. Его мать — Олимпиада Евдокимовна — приходилась племянницей известному предпринимателю Алексею Ивановичу Абрикосову, основателю фабрики «Товарищества А. И. Абрикосова Сыновей» (ныне — концерн «Бабаевский»). Отец — Иван Иванович — работал на этой фабрике юристом, являлся членом Московской коллегии адвокатов.
Семья Маштаковых жила в частном доме на Никитском бульваре.
В 1906 году Николай Иванович окончил Шестую Московскую гимназию для мальчиков. В 1913 году Маштаков окончил медицинский факультет Московского университета. В 1930-м году факультет отделился от МГУ и стал называться 1-м Московским медицинским институтом.
После окончания университета Николай Иванович Маштаков отправился работать народным доктором под Казань. 19 июля 1914 года Германия объявила войну России, и в первой половине августа Маштаков ушёл на войну. Николая Ивановича определили на Германский фронт, в 158 передвижной военный госпиталь, где он работал хирургом-ординатором в Красноярском хирургическом госпитале.

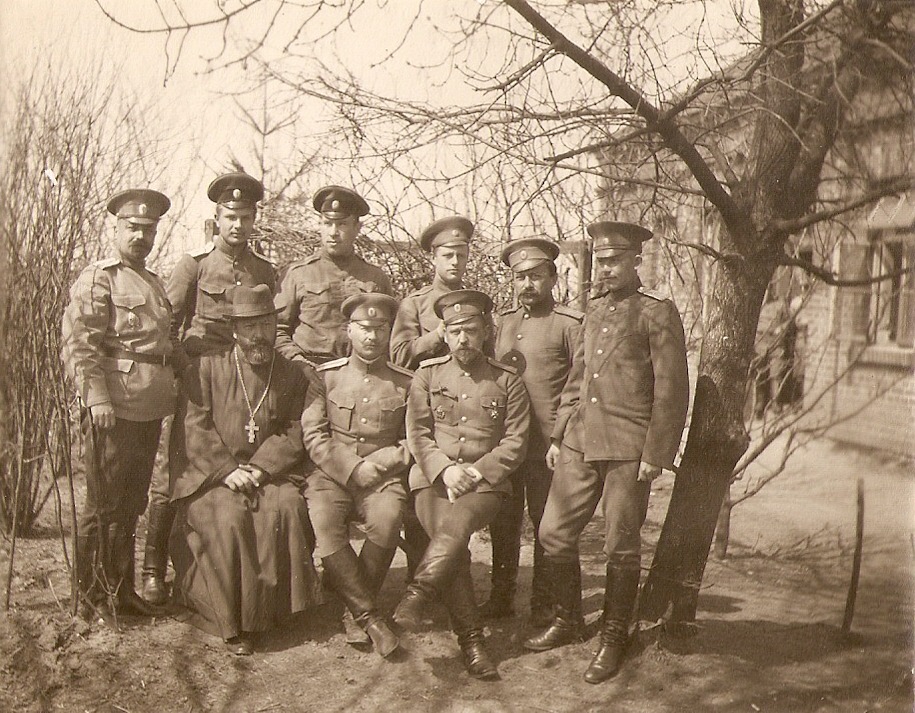
Маштаков Николай Иванович (стоит второй слева)

В 1920 году Николай Иванович вступил добровольцем в Красную Армию, и новые власти сразу направили его на Юг, где произошёл окончательный разгром сил Врангеля. В ноябре 1921 года, когда основные бои Гражданской войны утихли, Маштакова отозвали с военной службы в запас и назначили главным врачом Сухановской больницы (совр. Видное).
В 1924 году семья окончательно переехала в Подольск, и Николай Иванович получил задание — организовать в больнице хирургическое гнойное отделение на 20 коек. Сначала Маштаков работал ординатором в хирургическом отделении, где очень быстро стал заведующим, а временами даже замещал главного врача. Рядом с хирургом Маштаковым работали такие врачи как: Е. М. Казарновский, хирурги Б. И. Бакланов и В. В. Семенов.
С 1935 года Николай Иванович стал бессменным заведующим первым хирургическим отделением на 100 коек, и, по совместительству, главным врачом больницы. Параллельно организовывал курсы обучения для тех, кто решил посвятить себя медицине. В 1935 году в районе нынешней Мраморной улицы была открыта школа медсестёр, и Николай Иванович стал одним из тех, кто выпустил первых учеников; сейчас медицинское училище находится на улице Караваева.
Маштаков заложил основы подготовки врачей Центральной городской клинической больницы, многие из которых потом успешно работали в клиниках Москвы.
Также с 1935 года Маштаков заведовал филиалом Московского областного клинического института. Его избрали председателем научного общества врачей в Подольске. С 1927 года он избрался членом президиума городского совета, а с 1939 — депутатом. С 1932 по 1941 год — член районного комитета Российского общества Красного Креста (РОКК), где работал постоянным председателем здравоохранения и председателем противораковой комиссии. Им написано 26 научных работ, он печатался в медицинских журналах и сборниках («Советская хирургия», «Гинекология и акушерство», в сборниках МОНИКИ).
В 1939 году началась Советско-финская война, и Маштакова назначили начальником госпиталя в городе Остров Псковской области. В сентябре 1941 года все подольские госпитали объединили в один мощный сортировочный эвакогоспиталь СЭГ-1857 на 2000 коек. Николая Ивановича назначили заведующим хирургическим отделением. Вместе с госпиталем, как только начались первые бомбардировки города, вся семья переехала в Москву.
Закончил войну в звании майора, военврача 2-го ранга. Накануне Великой Отечественной Николаю Ивановичу предлагали пост министра здравоохранения Латвии, но тот отказался от высокого поста.
В 1951 году за заслуги в делах здравоохранения Маштаков удостоился высшей государственной награды — ордена Ленина.

## Семья

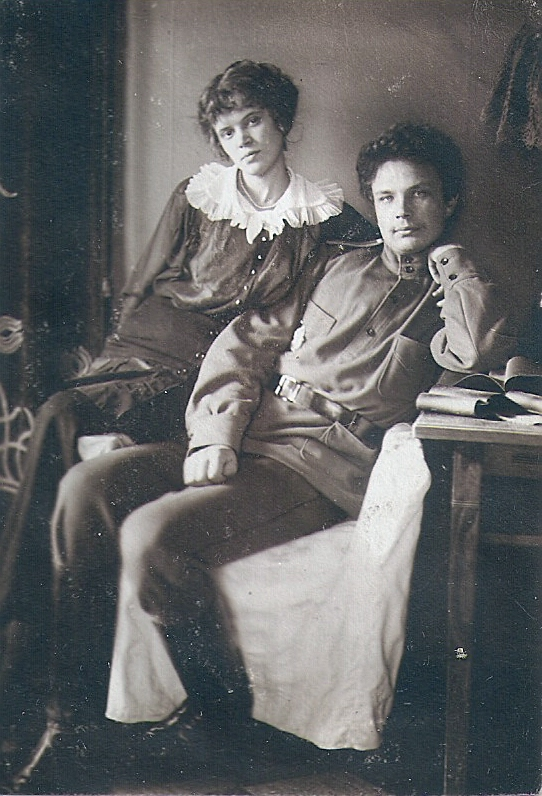
Молодожёны Николай Иванович и Вера Васильевна Маштаковы

По воспоминаниям С. Маштакова, опубликованного в газете «Подольский рабочий», Николай Иванович помимо того, что был хирургом, любил рисовать, играть на рояле, а также увлекался по тем временам редким видом спорта — большим теннисом, любил сажать цветы, выращивать клубнику и варить варенье.
В 1911 году будущий врач познакомился с учащейся Московской консерватории Верой Васильевной Степановой. Они поженились 7 (20) июня 1913 года в селе Царицыно Московского уезда.
В 1914 году родилась дочь Людмила, а спустя два года — дочь Марина. В 1920 году родились близнецы, но прожили они совсем недолго.
Младшая их дочь, Ксения, родилась в 1923 году.
Людмила работала в бактериологической лаборатории и однажды, делая анализы посева на тиф, порезала руку; вовремя не придав этому значения, её здоровье стало быстро ухудшаться. Приглашённые врачи ставили диагноз «туберкулёз», но затем Маштаков сам решил сделать обследование и поставил диагноз — брюшной тиф. Через месяц, в возрасте 26 лет, дочь Маштакова умерла. У неё остались две маленькие дочери — Валерия (которую взял отец) и Ирина (она осталась с дедом — Маштаковым Н. И.).
Вера Васильевна преподавала музыку и танцы детям. В праздники, находясь дома, Николай Иванович играл на рояле, который сохранился и находится в Ивановской усадьбе города Подольска, а Вера Васильевна пела. Частым гостем Маштаковых была Кругликова Елена Дмитриевна, народная артистка РСФСР, солистка Большого театра. Она сама была родом из Подольска, и поэтому часто вместе с мужем наведывалась к Вере Васильевне, своей подруге. До войны Вера Васильевна работала сначала в школе № 2 (впоследствии № 5), после возвращения из Калуги в школе № 1,а затем, когда переехали в Ревпроспект, в школе № 6.
После смерти Николая Ивановича, Вера Васильевна прожила ещё 13 лет (до 17.03.1963 г.). По воспоминаниям внучки Маштакова — Ирины: «В ночь смерти Веры Васильевны впервые за время существования рояля, у него треснула дека.». Вера Васильевна была похоронена рядом с мужем.

## Последние годы жизни
Весной 1943 года в Калуге у Николая Ивановича обострился туберкулёз. Поправиться Маштакову не удалось, и в декабре его демобилизировали из-за открытой формы болезни, переведя в инвалиды Отечественной войны II группы. Семья вернулась в Подольск.
Несмотря на плохое самочувствие, Николай Иванович не прекращал трудиться. Он много оперировал, работал и главврачом, и заведующим хирургическим отделением, и главным хирургом-консультантом город, а также консультантом всех появившихся при заводах медпунктов.
Летом 1951 года Николай Иванович был уже смертельно болен, легкие практически полностью сгорели от туберкулёза, но он смог провести свою последнюю операцию, продолжавшуюся шесть часов. После операции Николаю Ивановичу стало плохо. Его отправили в туберкулёзный санаторий, где на какое-то время ему полегчало. Однако 8 сентября Николая Иванович Маштаков скончался.
«Народного доктора» провожали тысячи подольчан. Гроб несли на руках от ДК имени Лепсе до самой Красной горки.
Похоронен на Подольском городском кладбище (Красная горка), участок № 8.

## Память

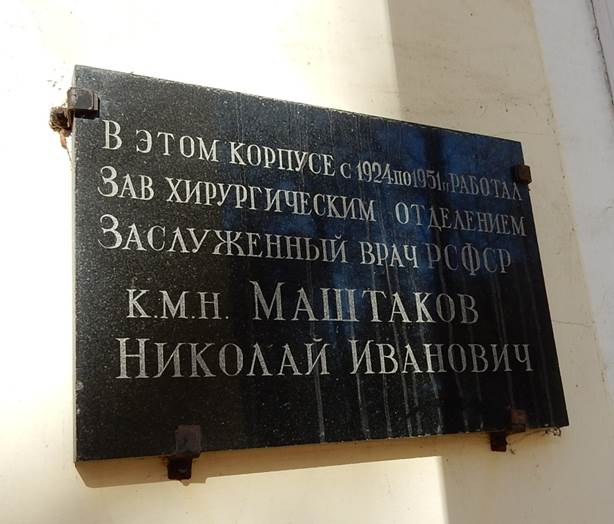
Мемориальная доска в честь Маштакова Н. И.

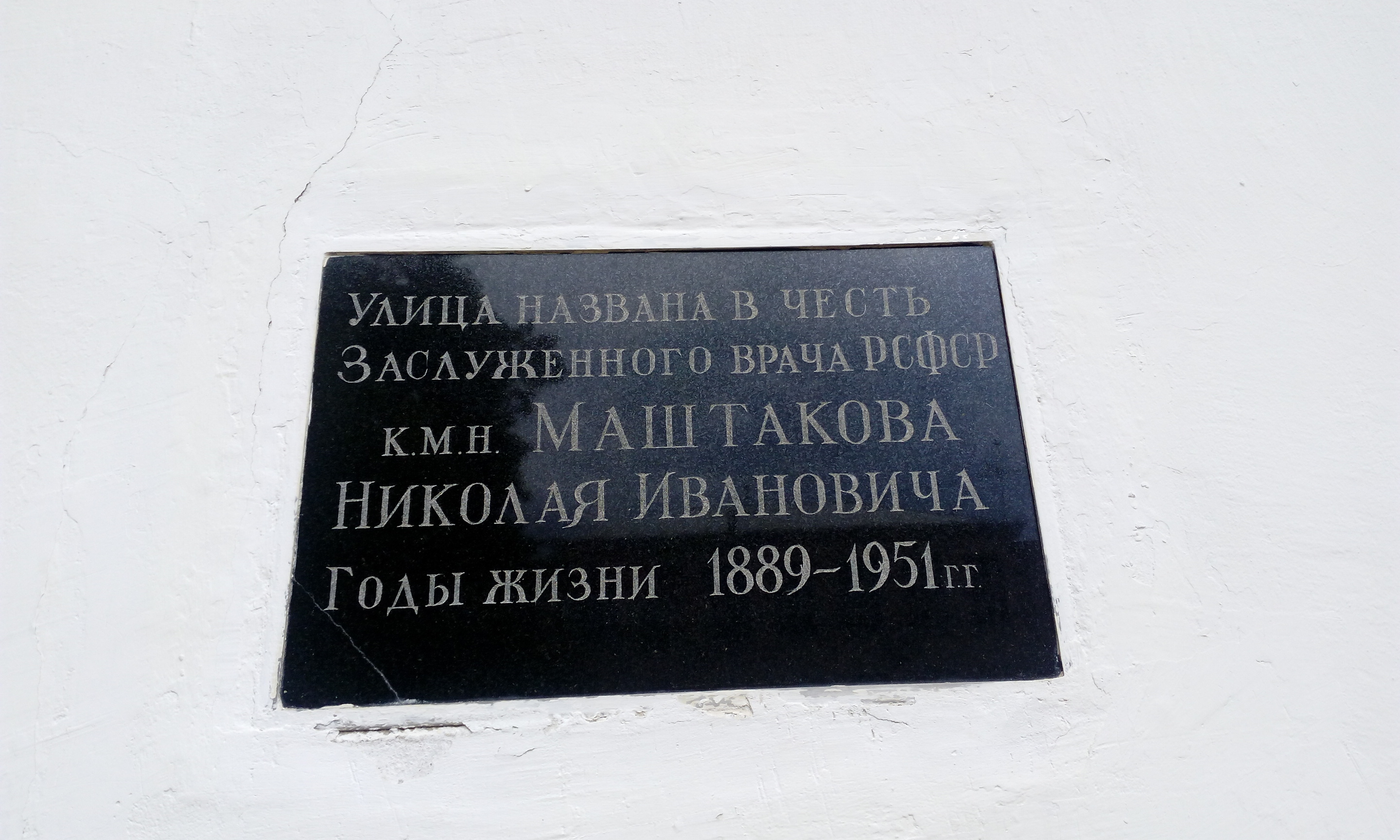
Мемориальная доска на ул. Маштакова

По словам Семена Маштакова, опубликованного в газете «Подольский рабочий», фамилия семьи Маштаковых в городе Подольске известна, и главная заслуга в этом принадлежит Николаю Ивановичу Маштакову. Он посвятил всю свою жизнь спасению людей и последнюю операцию провёл, спасая человека буквально за полчаса до собственной смерти.
Николаем Ивановичем многое было сделано для Центральной городской клинической больницы Подольска: бо́льшую часть оборудования выхлопатывал он, благодаря чему Подольская больница была одной из самых оснащённых на тот период. В частности, благодаря усилиями Николая Ивановича, в 1927 году больница получила первый рентгеновский аппарат.
Сохранившаяся до наших дней коллекция документов, связанных с жизнью и деятельностью Н. И. Маштакова, его личные вещи хранятся в музее при Центральной городской клинической больнице Подольска. Фотографии и документы из личного архива Маштаковых есть также и в городском краеведческом музее. В 2009 году в городе Подольске в ДК «Октябрь» состоялся один из вечеров с выставкой, посвящённые 120-летию со дня рождения Николая Ивановича.
За внесение значительного вклада в развитие медицины, в 1952 году небольшой новой улице города Подольска присвоили имя Маштакова и установили мемориальную доску на военной госпитали, расположенной на улице Маштакова. А в 2016 году установили мемориальную доску на входе хирургического отделения центральной городской Подольской больницы, где когда-то работал сам Николай Иванович Маштаков.
В подарок ко Дню рождения Подольска в благоустроенном сквере 200-летия открыли памятник выдающемуся хирургу Николаю Маштакову.

## Награды
- В 1942 году Маштаков получил орден Красной Звезды за самоотверженный труд по спасению жизней бойцов Советской армии[8], в том же году ему присвоили звание заслуженного врача РСФСР.
- В 1944 году по материалам фронтового сортировочного госпиталя Машатковым Н. И. была написана диссертация «Вторичные кровотечения», он защитил её и стал кандидатом медицинских наук.
- В 1951 году за заслуги в делах здравоохранения Маштаков удостоился высшей государственной награды — ордена Ленина[8].

Кроме этого, имел медали «За оборону Москвы», «За победу над Германией», «За доблестный труд».

## Публикации
- Маштаков Н. И. Случай непаразитарной кисты селезёнки // Хирургия. — Всесоюзная книжная палата, 1940. — С. 136—7. — ISSN 0023-1207.
- Маштаков Н. И. Случай эхимококка широкой связки матки // Гинекология и акушерство. — М.: Медгиз, 1932. — С. 44—45. — ISSN 0300-9092.
- Маштаков Н. И. Архив патологий // Хирургия. — М.: Медицина, 1940. — Т. 26, № 11. — С. 226. — ISSN 0004-1955.

## Рекомендуемая литература
- Зоркое сердце (о Николае Ивановиче Маштакове — знаменитом подольском хирурге) // Ю. Козловский Однажды вернуться. — Подольск, 2002. — С. 175—197.